# غابرييل تروخيو سولير
غابرييل تروخيو سولير (بالإسبانية: Gabriel Trujillo Soler)‏ مواليد 30 سبتمبر 1979 في برشلونة، هو لاعب كرة مضرب إسباني يلعب باليد اليمنى ويحتل حالياً المرتبة رقم. 301 (14 فبراير 2011) في تصنيف رابطة محترفي كرة المضرب. أعلى تصنيف له في الفردي كان المركز الـ 209 في سنة 2007.

## روابط خارجية
- غابرييل تروخيو سولير على موقع رابطة محترفي التنس (الإنجليزية)
- غابرييل تروخيو سولير على موقع الاتحاد الدولي لكرة المضرب (الإنجليزية)
- غابرييل تروخيو سولير على موقع خلاصة التنس.كوم (الإنجليزية)